# Sayanim
Sayanim (em hebraico: סייענים, ajudante), de acordo com o escritor e ex-katsa do Mossad Victor Ostrovski e outras fontes, é o termo usado para nomear um judeu que vive fora de Israel como cidadão estrangeiro e que voluntariamente fornece assistência ao Mossad. O termo também se refere, em menor grau, aos traidores palestinos que concordaram em colaborar com o exército israelense.

## Descrição
Essa assistência inclui assistência médica, dinheiro, logística e até coleta de informações. Em troca, recebem apenas uma compensação pelas despesas que essas tarefas possam implicar. Seu número oficial é desconhecido, mas estima-se que o número de sayanim espalhados pelo mundo possa estar na casa dos milhares. A existência deste grande grupo de voluntários é uma das razões pelas quais a Mossad opera com menos agentes de inteligência do que outros serviços de espionagem.
Em princípio, os sayanim apenas se envolvem em atividades legais e não se envolvem em operações de inteligência ou espionagem, apesar de exceções notáveis.